# Международный футбольный турнир на Мальте
Международный футбольный турнир на Мальте, также известный как Кубок Rothmans — ежегодно проводившийся футбольный турнир на Мальте под руководством Футбольной ассоциации Мальты с 1986 по 2008 годы. До 1988 года в турнире выступали и футбольные клубы, позже там стали играть только сборные. Турнир проводился по круговой системе, где все команды играли друг против друга по одному разу. Победитель определялся по итоговому количеству набранных очков. До 2004 года спонсором был британский табачный производитель Rothmans, поэтому по спонсорским соображениям турнир назывался «Кубок Rothmans».

## Все турниры
| Год  | Победитель       | 2-е место        | 3-е место | 4-е место   |
| ---- | ---------------- | ---------------- | --------- | ----------- |
| 1986 | Кайзерслаутерн   | Факел (Воронеж)  | Мальта    | Хаммарбю    |
| 1987 | Штутгарт         | Легия (Варшава)  | Мальта    |             |
| 1988 | ГДР (олимп.)     | Мальта           | Финляндия | Тунис       |
| 1989 | Алжир            | Дания            | Финляндия | Мальта      |
| 1990 | Норвегия         | Республика Корея | Мальта    |             |
| 1992 | Мальта           | Норвегия (до 21) | Исландия  |             |
| 1994 | Словения         | Грузия           | Тунис     | Мальта      |
| 1996 | Россия           | Словения         | Исландия  | Мальта      |
| 1998 | Грузия           | Мальта           | Албания   | Латвия      |
| 2000 | Албания          | Мальта           | Андорра   | Азербайджан |
| 2002 | Мальта           | Литва            | Иордания  | Молдова     |
| 2004 | Беларусь (до 23) | Эстония          | Мальта    | Молдова     |
| 2006 | Молдова          | Грузия           | Мальта    |             |
| 2008 | Беларусь         | Армения          | Исландия  | Мальта      |